# Chicoreus spectrum
Chicoreus (Triplex) spectrum là một loài ốc biển, là động vật thân mềm chân bụng sống ở biển trong họ Muricidae, họ ốc gai.

## Miêu tả
Loài này có kích thước giữa 23 mm and 165 mm

## Phân bố
Chúng phân bố ở Biển Caribe và Tiểu Antilles; ở Đại Tây Dương dọc theo Brasil.